# Неболчи (станция)
Неболчи — узловая железнодорожная станция в пос. Неболчи Новгородской области. На ней сходятся три направления: на Санкт-Петербург, на Сонково и на Окуловку.

## Направления

### На Санкт-Петербург
В сторону Санкт-Петербурга уходит однопутный перегон до станции Водогон длиной около 14 километров. Он был построен в 1918 году вместе со всем Мологским ходом ОЖД.
Пассажирское сообщение представлено 5 пригородными поездами в неделю до/от ст. Будогощь и одним в неделю ночным пассажирским поездом Сонково — Санкт-Петербург. Ранее также ходили прямые поезда до/от ст. Кириши.

### На Сонково
В сторону Сонкова уходит однопутный перегон до разъезда Киприя длиной около 33 километров. Он был построен в 1918 году вместе со всем Мологским ходом ОЖД.
Пассажирские поезда ранее ходили до Ярославля, Рыбинска, Москвы; сейчас остался лишь поезд 610 Санкт-Петербург — Сонково. Пригородные поезда — 5 в неделю до/от ст. Хвойная. Недавно появился пригородный поезд до Пестово (Новгород-Окуловка/Пестово) через Неболчи и Гамзино.

### На Окуловку
В сторону Окуловки уходит однопутный перегон до станции Гамзино длиной около 44 километров. Он был построен вместе со второй частью линии Неболчи — Окуловка в годы Великой Отечественной войны (сдан в эксплуатацию в 1942) как военная железная дорога (хотя и сразу широкой колеи). В память об этом на станции остался обелиск. От существовавшей ещё в 1924 году станции Любытино (ныне — Зарубинская) возилась огнеупорная глина на север, ближе к блокадному Ленинграду, а также шли вдоль фронта различные военные грузы. С того момента по линии больше никогда не проходил больший поток грузов, особенно в её северной части.
Перегон крайне мало используется, обычно это ежедневная путейская дрезина и один пригородный поезд до/от Окуловки по вторникам и один пригородный поезд от /до Окуловки и Новгорода. Грузовые поезда регулярно не ходят.